# Juana Doña
Juana Doña Jiménez (Madrid, 17 de diciembre de 1918-Barcelona, 18 de octubre de 2003) fue una dirigente comunista, feminista, sindicalista y escritora española.

## Biografía
Se afilió a la Unión de Juventudes Comunistas de España en enero de 1933, con solo 14 años. En septiembre de ese mismo año, fue detenida por primera vez mientras actuaba de piquete en la huelga general de Madrid.  Fue nombrada primero secretaria femenina del Sector Sur y luego secretaria femenina del Comité Central de las Juventudes Comunistas, para más tarde pasar a formar parte de la Agrupación de Mujeres Antifascistas (AMA).
En 1936, se fue a vivir con Eugenio Mesón, conocido dirigente de la Juventudes Socialistas Unificadas que sería su compañero hasta que fue fusilado en 1941.
Al comienzo de la guerra civil, Doña colaboró en labores de retaguardia. En enero de 1937 nació Lina, su primera hija. Este nombre se lo puso en memoria de su amiga Lina Odena, militante comunista y miliciana, que se suicidó en 1936 para evitar caer en manos de los falangistas. La niña murió de meningitis a los siete meses, cuando estaba en Valencia con su abuela. En febrero de 1938 nació Alexis, su segundo hijo, mientras Juana seguía compaginando sus labores en el Comité Provincial de la Agrupación de Mujeres Antifascistas.
Tras el golpe de Casado, su marido Eugenio fue detenido y encarcelado en San Miguel de los Reyes, en Valencia. Juana marchó a Alicante con su hijo y su hermana para intentar salir del país, siendo apresados y trasladados al campo de concentración de Los Almendros. A finales de mayo de 1939, fueron trasladados a Madrid, viajando en un tren de mercancías junto a otras presas en un viaje de siete días. Durante el trayecto presenciaron cómo varios niños fallecieron en el interior del tren y sus madres tuvieron que dejar los cadáveres en el andén de Valencia.
Al llegar a Madrid entró en contacto con la organización clandestina del Partido Comunista de España (PCE) permaneciendo escondida en varias casas de amigos y, en junio de 1939, acudió con documentación falsificada a la cárcel de Yeserías a visitar a su marido. El 5 de diciembre de 1939 fue detenida junto a su madre y hermana, acusadas de pertenecer a la reorganización del PCE y de estar implicadas en el asesinato del Comandante Gabaldón, que ocasionó una terrible represión y que acabó con los fusilamientos, entre otros, de las Trece Rosas. Juana fue llevada a Gobernación y torturada con corrientes eléctricas. El 24 de diciembre ingresó en la cárcel de Ventas, donde fue torturada. Su madre, Paca Jiménez, y su hermana, salieron en libertad tras haber sido torturadas con corrientes en los oídos y en una bañera con agua. 
En la cárcel, Juana se encargó de dar clases a mujeres analfabetas, así como de recibir clases de otras presas que habían sido maestras republicanas. El 28 de mayo de 1941 salió en libertad. Un mes más tarde, el 3 de julio, su marido fue fusilado junto a otros compañeros en las tapias del cementerio del Este.
Juana se puso a trabajar sirviendo y vendiendo pan en el mercado de San Miguel. En 1944 volvió a la lucha clandestina entrando a formar parte de la guerrilla urbana madrileña, dentro de la Agrupación Madrid. Realizó varios viajes a Valdemanco, donde unos compañeros presos que trabajaban en un destacamento penal le conseguían sacos de dinamita que ella llevaba a Madrid, viajando en coche de línea. Dirigió los atentados contra la Brigada Político Social y la embajada argentina, que consiguieron gran relevancia sin causar heridos.
En el año 1947, fue detenida junto a su madre y llevada a la Dirección General de Seguridad, donde fue nuevamente torturada y obligada a presenciar la muerte de un compañero. En mayo de 1947, fue juzgada y condenada a pena de muerte. El PCE inició una campaña internacional para intentar salvar su vida y la de otros compañeros con igual condena. Evita Perón, de viaje en España, a petición de su hijo, intercedió en favor de Juana y consiguió que su pena fuera conmutada por 30 años de prisión. Sus compañeros de juicio fueron fusilados el 28 de agosto en el cementerio de Carabanchel.
Juana ingresó en la cárcel de Ventas, pasando luego por las prisiones de Málaga, Segovia, Guadalajara y Alcalá de Henares durante los 14 años que pasó en prisión. Participó en huelgas de hambre en las cárceles de Málaga y Segovia. En la cárcel de Guadalajara se mostró crítica con la condena de expulsión del partido y separación de cualquier actividad conjunta aplicada a dos compañeras comunistas sospechosas de ser lesbianas.
En el año 1961 salió en libertad. Marchó a Francia donde entró en contacto con el PCE exterior, y comenzó una nueva etapa vinculada al movimiento feminista. Años después, fundó el Movimiento por la Liberación e Igualdad de la Mujer.
En 1973 acudió al I Congreso del Partido Comunista de España (marxista-leninista), PCE (m-l), junto a su hijo Alexis, donde participaron desde la mesa presidencial del mismo, aunque sin quedar claro su pertenencia a dicho partido. No obstante, el PCE (m-l) asegura que Juana militó en dicho partido durante 11 años, entre 1965 y 1976 además de dirigir desde París la Unión Popular de Mujeres (UPM), organización perteneciente al Frente Revolucionario Antifascista y Patriota (FRAP) .
Durante la Transición fue candidata al Senado por el PCE. Posteriormente se integró en la Organización Revolucionaria de Trabajadores, y participó en el nacimiento del Partido Comunista de los Pueblos de España en 1984. Escribió varios libros entre los que se encuentran: Mujer, Desde la noche y la niebla, Gente de abajo y Querido Eugenio. Continuó su actividad política como miembro de Comisiones Obreras, colaboradora de Mundo Obrero y miembro del Comité Central del PCE. 
Falleció el 18 de octubre de 2003 en Barcelona, a los 84 años de edad.

## Reconocimientos
- En el año 1998 recibió el premio Comadre de Oro, otorgado por la Tertulia Feminista Les Comadres, en reconocimiento a su trayectoria feminista.[4]
- El Ayuntamiento de Madrid le rindió homenaje el 29 de mayo de 2018 con motivo del cambio de nombre de la calle Batalla de Belchite por el de la escritora[5][6] en el distrito de Arganzuela. En este mismo distrito madrileño también lleva su nombre uno de los centros de Espacio de Igualdad del Ayuntamiento de Madrid.[7]

## Publicaciones
- Mujer (1977)
- Desde la noche y la niebla (mujeres en las cárceles franquistas), Prólogo de Alfonso Sastre. Madrid. Ediciones de la Torre, (1978)
- Gente de abajo (no me arrepiento de nada), prólogo Manuel Vázquez Montalbán. Madrid. A-Z Ediciones y Publicaciones, (1992)
- Querido Eugenio (una carta de amor al otro lado del tiempo), prólogo de Manuel Vázquez Montalbán. Barcelona. Lumen, (2003)